# Afrogecko
Genre
Afrogecko est un genre de geckos de la famille des Gekkonidae.

## Répartition
Les deux espèces de ce genre se rencontrent en Afrique australe.

## Liste des espèces
Selon The Reptile Database (24 août 2014) :
- Afrogecko ansorgii (Boulenger, 1907)
- Afrogecko porphyreus (Daudin, 1802)

## Publication originale
- Bauer, Good & Branch, 1997 : The taxonomy of the southern African leaf-toed geckos (Squamata: Gekkonidae), with a review of Old World Phyllodactylus and the description of five new genera. Proceedings of the California Academy of Sciences, sér. 4, vol. 49, no 14, p. 447-497 (texte intégral).